# Sojuz 7K-TM
Sojuz 7K-TM byla verze sovětské kosmické lodě Sojuz původně vyvinutá pro společný sovětsko-americký let Sojuz-Apollo. Tato verze lodě představovala technologický most k verzi Sojuz-T, která se začal vyvíjet v roce 1976.
Sojuz 7K-TM měl nové solární panely pro zvýšení možné délky mise a dále nový dokovací mechanismus umožňující spojení s americkou technikou. Rovněž byl změněn systém environmentální kontroly, loď pracovala se sníženým tlakem v kabině (0,68 atmosféry).
Loď letěla s lidskou posádkou pouze třikrát, konkrétně při misích Sojuz 16, Sojuz 19 a Sojuz 22. Další dva testy Kosmos 638 a Kosmos 672 byly bezpilotní.